# Boissières (Gard)
Boissières település Franciaországban, Gard megyében. Lakosainak száma 595 fő (2022. január 1.). Boissières Calvisson, Nages-et-Solorgues, Uchaud, Vergèze és Vestric-et-Candiac községekkel határos.

## Népesség
A település népességének változása:
| Lakosok száma | 154  | 305  | 420  | 520  | 528  | 541  | 565  | 581  | 585  | 595  |
|               | 1968 | 1982 | 1990 | 2006 | 2013 | 2015 | 2017 | 2019 | 2020 | 2022 |